# Катышев, Руслан Васильевич
Руслан Васильевич Катышев (род. 18 апреля 1983 года в Одессе) — украинский легкоатлет-паралимпиец, мастер спорта Украины международного класса. Паралимпийский чемпион 2012 года в прыжках в длину, бронзовый призёр в тройном прыжке.

## Биография
Руслан Катышев родился в малообеспеченной семье инвалидов. У отца Василия в 19 лет в руках разорвался снаряд, к тому же он злоупотреблял спиртным. С детства Руслан был инвалидом по зрению — дистрофия сетчатки и порок радужной оболочки глаза передались ему от матери. Катышев занимался в специализированном интернате № 93, а в 2009 году окончил Южноукраинский национальный педагогический университет имени К. Д. Ушинского.
В спорт пришёл в 14 лет, с 1997 года занимается в секции лёгкой атлетики Одесского областного центра «Инваспорт», первый тренер — Эдуард Владимирович Кушнирович. Однако вскоре тренер ушёл на пенсию и передал свою группу Татьяне Орловой.
В 2001 году Катышев вошёл в состав сборной Украины, с 2004 года — спортсмен-инструктор по лёгкой атлетике сборной команды Украины среди инвалидов. В 2005 году стал серебряным призёром международного турнира по лёгкой атлетике в Хорватии. Многократный чемпион и призёр чемпионатов Украины (2006—2012).
Катышев выступил на Паралимпийских играх 2008 в Пекине, однако травмировал ногу и стал лишь шестым, думал об окончании карьеры. Тем не менее, на чемпионате Европы 2012 года в Нидерландах Катышев занял два вторых места — в прыжках в длину и в тройном прыжке. На Паралимпиаде в Лондоне в прыжках в длину Руслан уже с первой попытки прыгнул на 6,46 метра (личный рекорд). Он обошёл мирового рекордсмена американского паралимпийца Жилета Элексиса (6,34 м) и китайца Ли Дуана (6,31 м). Помимо этого Катышев завоевал «бронзу» в тройном прыжке.
Катышев женат, супруга Катерина — также инвалид по зрению. У пары двое детей: старшая дочь Анна (незрячая с рождения) и младший сын Максим.